# Lucien Criblez
Lucien Criblez (* 1958) ist ein Schweizer Bildungsforscher und Professor für Pädagogik an der Universität Zürich.

## Biografie
Lucien Criblez studierte Pädagogik, Psychologie, Geschichte und Germanistik in Bern. Er war Leiter der Stabsabteilung Pädagogik im Bildungsdepartement des Kantons Solothurn (1997–1999). Nach Bildungsforschung an den Universitäten Bern (1987–1997), Zürich (1999–2003) und Genf (2002–2003) in den Themenbereichen Bildungsgeschichte, Bildungspolitik, Schultheorie und Lehrerbildung war er von 2003 bis 2007 Professor für Pädagogik und Leiter des Instituts Forschung und Entwicklung an der Pädagogischen Hochschule der Fachhochschule Nordwestschweiz in Aarau bzw. deren Vorgängerinstitution Pädagogische Hochschule der Fachhochschule Aargau. Von 2008 bis 2023 war er Professor für Pädagogik mit Schwerpunkt Historischer Bildungsforschung und Steuerung des Bildungssystems an der Universität Zürich.
Criblez hat zwischen 1999 und 2021 beim Schweizerischen Nationalfond zur Förderung der wissenschaftlichen Forschung (SNF) insgesamt 22 Drittmittelprojekte eingeworben.
Seine Forschungsschwerpunkte sind Schulforschung, Bildungspolitikanalysen, Schultheorie, Bildungsgeschichte und Lehrerbildung.

## Schriften (Auswahl)
Lucien Criblez hat zahlreiche Publikationen veröffentlicht und zwar Bücher, Herausgeberschaften, wissenschaftliche Beiträge in Sammelbänden, Lexika und Zeitschriften, als auch Forschungsberichte.
Monographien
- Zwischen Pädagogik und Politik. Bildung und Erziehung in der deutschsprachigen Schweiz zwischen Krise und Krieg (1930–1945). Berlin 1995.
- Aus- und Weiterbildung der Lehrkräfte der Berufsbildung und der Allgemeinbildung der Sekundarstufe II. Schlussbericht zuhanden der EDK. Bern 2002.
- mit Flavian Imlig, Isabelle Montanaro-Batliner, Thomas Ruoss, Marcella Völgyi: Von der Aargauer Lehramtsschule zur Intensivweiterbildung 1973 bis 2013. Brugg 2013.

Herausgeberschaften
- Die schulische Wissensordnung im Wandel: Schulfächer, Lehrpläne und Lehrmittel. Chronos Verlag, Zürich 2025, ISBN 978-3-0340-1535-6.
- gem. m. Daniel Deplazes, Jona T. Garz und Nives Haymoz: "Erziehen, erfassen, erforschen": Kontinuität und Wandel der stationären Erziehung im 20. Jahrhundert am Beispiel des Landerziehungsheims Albisbrunn. Chronos Verlag, Zürich 2024, ISBN 978-3-0340-1755-8.
- gem. m. Lea Hägi, Stefan Kessler, Tamara Lehner-Loosli, Nehemia Quiring: Erziehung und Bildung in Wissenschaft und Politik : Beiträge zu Verflechtungen, Wissensordnungen, Bildungsplanung und Bildungspolitik. Bibliothek am Guisanplatz, Bern 2023, ISBN 978-3-907239-12-4.
- gem. m. Patrick Bühler und Michaela Vogt; Jahrbuch für Historische Bildungsforschung Band 28: Schwerpunkt: Fürsorge und Zwang, Erziehung und Gewalt - Ambivalenzen pädagogischen Handelns in historischer Perspektive. Verlag Julius Klinkhardt, Bad Heilbrunn 2023, ISBN 978-3-7815-6026-0.
- gem. m. Damian Miller: Wem gehört die Schule? Neue Akteure, neue Zuständigkeiten. hep verlag Bern 2023, ISBN 978-3-0355-1313-4.